# John Knowles Im Thurn
John Knowles Im Thurn (ur. 7 marca 1881 w Dulwich, zm. 5 lipca 1956) – brytyjski wojskowy, wiceadmirał Royal Navy, uczestnik obu wojen światowych, dowódca krążownika liniowego „Hood” w jego rejsie dookoła świata na początku lat 20. XX wieku.

## Życiorys
John Knowles Im Thurn urodził się w Dulwich w południowym Londynie, jako piąte dziecko Johna Conrada Im Thurn oraz Sary Knowles. Jego dziadek, Johann Conrad im Thurn, był szwajcarskim imigrantem, który osiadł w Londynie i z sukcesami prowadził firmę żeglugową. Służbę w Royal Navy rozpoczął jako kadet w 1885 roku, dwa lata później otrzymując promocję do stopnia midszypmena. W stopniu komandora porucznika (Commander) służył podczas I wojny światowej, był między innymi szefem sztabu admirała Charlesa Maddena na pancerniku „Revenge”. Za swoje zasługi został odznaczony w 1919 roku Orderem Imperium Brytyjskiego, był również wymieniony w sprawozdaniu.
Po zakończeniu wojny, jako specjalista między innymi od sygnalizacji i komunikacji bezprzewodowej, służył w Admiralicji. W 1921 roku powrócił na morze jako dowódca krążownika „Ceres”. Dwa lata później został wybrany przez admirała Fredericka L. Fielda na jego oficera flagowego, dowodzącego krążownikiem liniowym „Hood” w wokółziemskim rejsie w latach 1923–1924. Stanowisko dowódcy największego wówczas okrętu świata pełnił do kwietnia 1925 roku, wcześniej zostając kawalerem Orderu św. Michała i św. Jerzego.
Do 1928 roku pełnił funkcję komendanta szkoły sygnalistów w Portsmouth, następnie był szefem sztabu Floty Śródziemnomorskiej. 7 września 1929 roku został awansowany do stopnia kontradmirała (Rear-Admiral). W 1931 roku został kawalerem Orderu Łaźni. W latach 1931–1933 był asystentem szefa Sztabu Morskiego Admiralicji, przez następne dwa lata dowodził dywizjonem krążowników Floty Śródziemnomorskiej, z „London” jako okrętem flagowym. Promowany do stopnia wiceadmirała (Vice-Admiral) w styczniu 1935 roku, wkrótce został przeniesiony w stan spoczynku (według jednego ze źródeł był jeszcze w aktywnej służbie w początkach wojny domowej w Hiszpanii). Podczas II wojny światowej, jako oficer rezerwy, pełnił funkcję komodora w systemie konwojów oraz służył w Admiralicji. Był joannitą. Zmarł 5 lipca 1956 roku.